# Pteromalus amage
Pteromalus amage är en stekelart som först beskrevs av Walker 1849.  Pteromalus amage ingår i släktet Pteromalus och familjen puppglanssteklar. Inga underarter finns listade i Catalogue of Life.